# Centro Nacional de las Artes

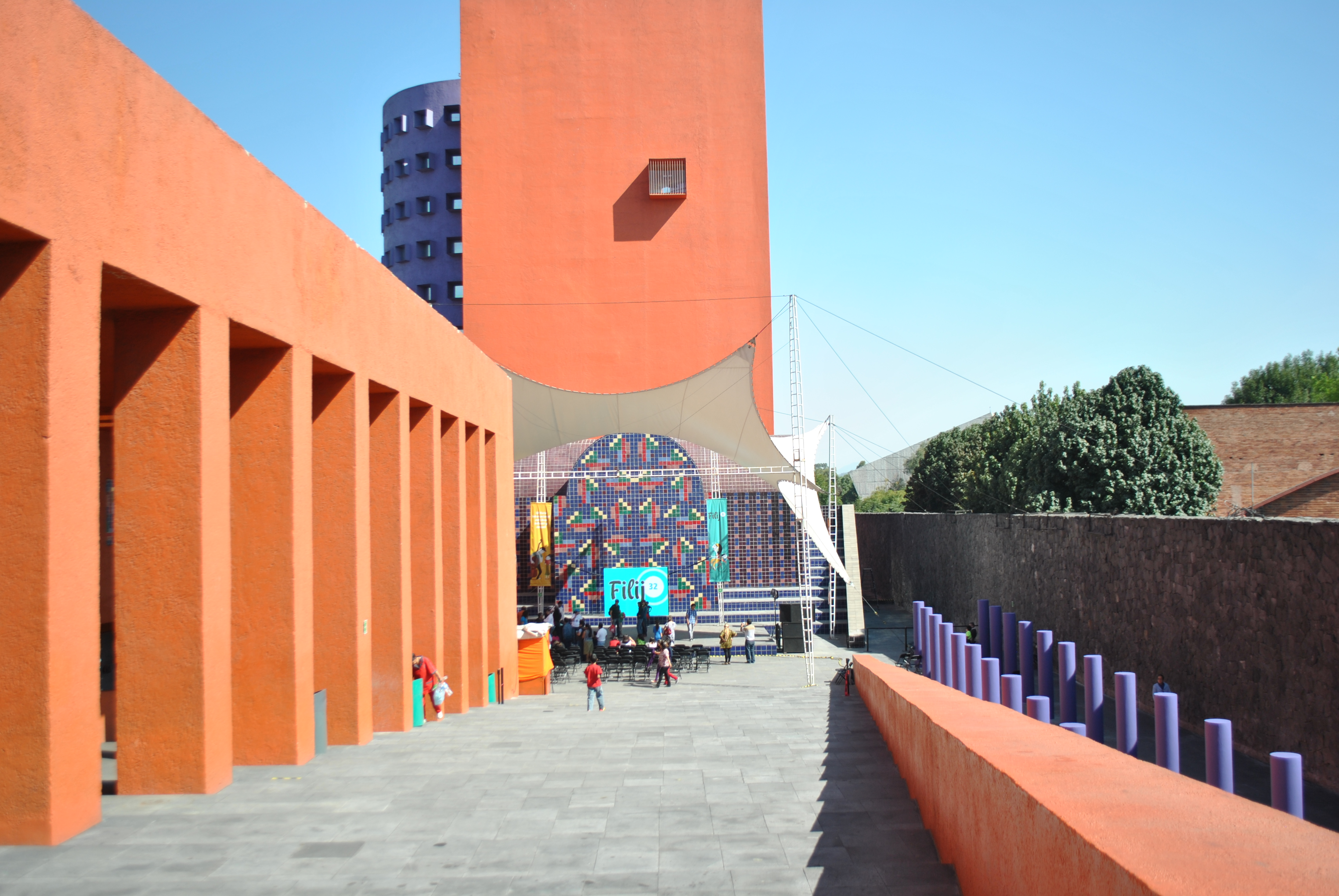
CENART

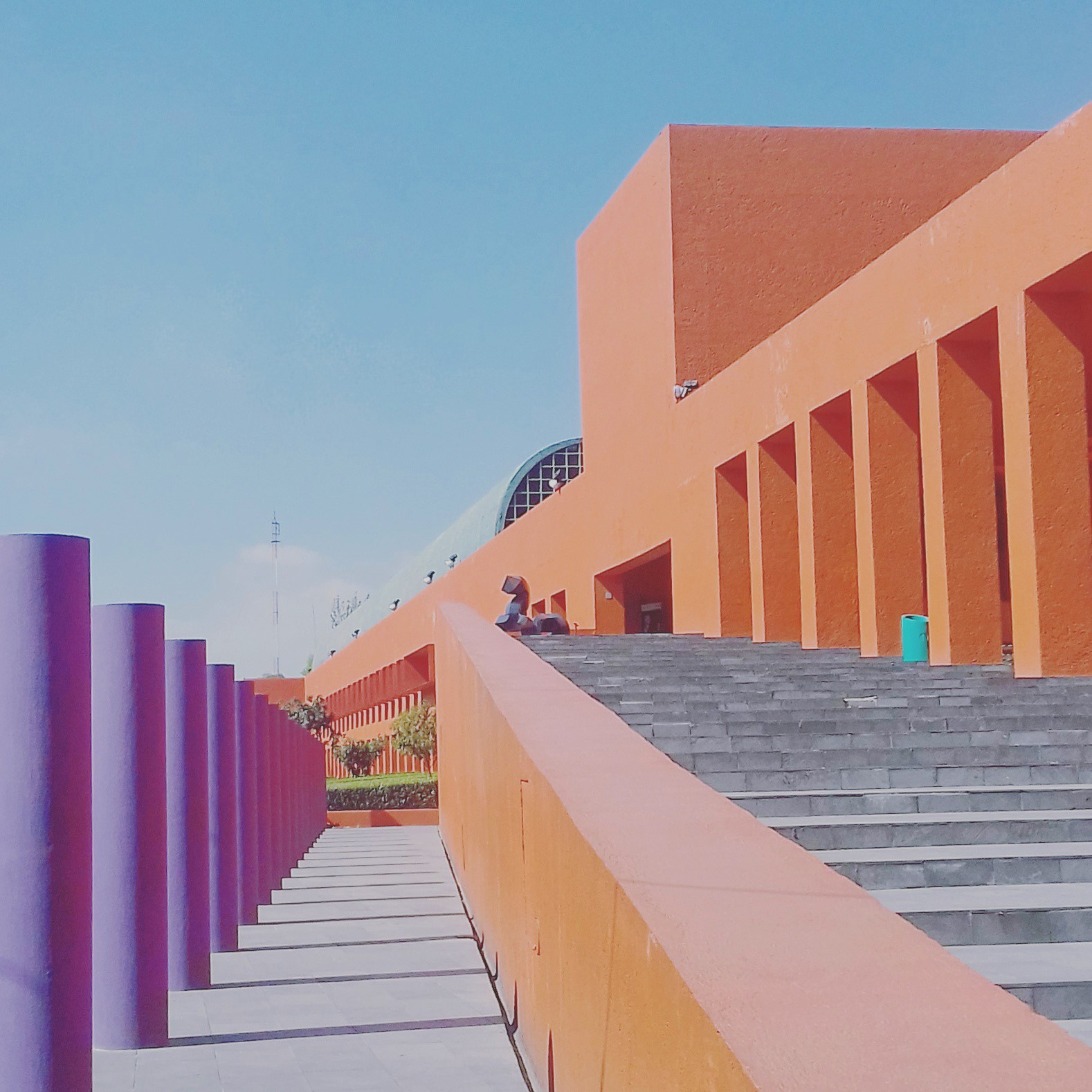
Bibliothek des CENARTs

Das Centro Nacional de las Artes (CNA) in Mexiko-Stadt ist das nationale Zentrum der Künste und wurde 1994 durch den Consejo Nacional para la Cultura y las Artes gegründet.
Zum Aufgabenbereich gehört die künstlerische Aus- und Weiterbildung sowie auch Forschungsarbeit auf dem Gebiet der Kunst. Hierzu verfügt das Zentrum über Kunstschulen, Forschungszentren, eine Kunstbibliothek, ein Multimedia-Zentrum, mehrere Galerien, Foren und andere Einrichtungen.